# Elisabeth Kontomanou
Elisabeth Kontomanou (Lyon, 30 november 1961) is een Franse jazzzangeres.

## Biografie
Kontomanou, wiens moeder uit Griekenland en vader uit Guinee afkomstig is, groeide op in Zuid-Frankrijk. De muzikale autodidacte formeerde eind jaren 1980 een eigen jazzkwartet, waarmee ze de eerste aandacht tijdens het Concours de La Défense op zich vestigde. 
In 1988 werkte ze met de pianist Jean-Michel Pilc, daarnaast met Thomas Bramerie, Pierre Dayraud en Stéphane Belmondo. In de muziekfilm Masque de Lune van Michel Legrand zong ze de titelsong. In 1993 nam ze haar eerste album op.
In 1995 ging Kontomanou naar de Verenigde Staten, waar ze optrad in verschillende New Yorkse nachtclubs. In 1998 werkte ze een Amerikaanse tournee af met de pianist Andy Milne. Het album Hands and Incarnation leverde haar een nominatie op voor de Django d'Or. Na de samenwerking met verschillende formaties, waaronder met een sextet met de saxofonist J.D. Allen en Sam Newsome en met de bigband Omicar, formeerde ze in 2004 een duo met de percussionist Ari Hoenig. In 2006 werd ze gekozen tot beste jazzzangeres van het jaar (Les Victoires du Jazz). In 2011 nam ze met de pianiste Geri Allen het album Secret of the Wind op. Verder werkte ze met Leon Parker, Toots Thielemans en Jacques Schwarz-Bart.

## Discografie
- 1998: Embrace met J.D. Allen III, Thomas Bramerie, Abdou M'Boup, Sam Newsome, Jean-Michel Pilc
- 2000: Hands and Incantation met Jean-Michel Pilc
- 2002/03: Midnight Sun met Thomas Bramerie, Ali Muhammed Jackson, Jean-Michel Pilc
- 2006: Waitin' for Spring met Laurent Coq, Daryl Hall, Sam Newsome, John Scofield
- 2008: Brewin' the Blues met Laurent Courthaliac (Klavier)
- 2011: Secret of the Wind met Geri Allen (Plus Loin Music)
- 2014: Amoureuse